# فرودگاه آلدان
فرودگاه آلدان (به روسی: Алдан) فرودگاهی عمومی واقع در یک کیلومتری شرق آلدان در کشور روسیه است که توسط Aeroport Aldan (subsidiary of اداره می‌شود.